# Бузинов, Вадим Николаевич
Вади́м Никола́евич Бузи́нов (16 июля 1922, пос. Бежица, ныне в черте Брянска — 3 ноября 1978, Брянск) — Герой Советского Союза (1945), полковник (1955), военный лётчик 1-го класса (1954).

## Биография
Родился 16 июля 1922 года в городе Бежица (ныне — в черте города Брянск). В 1938 году окончил 7 классов школы. Работал лаборантом.
В армии с февраля 1940 года. В январе 1941 года окончил Чугуевскую военную авиационную школу лётчиков, до декабря 1942 года был в ней лётчиком-инструктором (с октября 1941 году школа находилась в эвакуации в городе Чимкент, Казахстан). В июне 1943 года окончил курсы командиров звеньев при 3-й запасной авиационной бригаде (в Приволжском военном округе).
Участник Великой Отечественной войны: в июле 1943 — мае 1945 — командир звена, заместитель командира и командир авиаэскадрильи 148-го истребительного авиационного полка. Воевал на Брянском, 2-м Прибалтийском и Ленинградском фронтах. Участвовал в Орловской операции, наступлении на витебско-полоцком направлении, Режицко-Двинской и Рижской операциях, блокаде и ликвидации курляндской группировки противника. Всего совершил около 200 боевых вылетов на истребителе Як-9, в 25 воздушных боях лично сбил 16 самолётов и 1 аэростат противника.
За мужество и героизм, проявленные в боях, Указом Президиума Верховного Совета СССР от 18 августа 1945 года командиру авиаэскадрильи 148-го истребительного авиационного полка 185-й истребительной авиационной дивизии 14-го истребительного авиационного корпуса 15-й Воздушной армии майору Бузинову Вадиму Николаевичу присвоено звание Героя Советского Союза с вручением ордена Ленина и медали «Золотая Звезда» (№ 7992).
После войны до марта 1948 года командовал авиаэскадрильями в истребительных авиаполках (в Ленинградском военном округе). В 1948 году окончил Высшие офицерские лётно-тактические курсы ВВС (город Таганрог Ростовской области). В 1949—1951 — командир авиаэскадрильи, старший лётчик-инспектор и заместитель командира учебно-тренировочного авиаполка 4-го учебно-тренировочного центра ВВС (в Саратовской области).
В 1952 году окончил Липецкие высшие офицерские лётно-тактические курсы ВВС. Командовал истребительными авиаполками (на Дальнем Востоке и в Белорусском военном округе). С июня 1958 года полковник В. Н. Бузинов — в запасе.
Жил в городе Брянск. Работал контролёром ОТК на заводе. Умер 3 ноября 1978 года. Похоронен на кладбище посёлка Бежичи (в черте Брянска).

## Награды
- Герой Советского Союза (18.08.1945)
- 2 орден Ленина (18.08.1945)
- 4 ордена Красного Знамени (21.08.1943; 20.12.1943; 19.02.1945; 30.04.1945)
- орден Александра Невского (1.08.1944)
- орден Отечественной войны 1-й степени (30.04.1944)
- орден Красной Звезды
- медаль «За боевые заслуги»
- другие медали